# Лібертадор-Хенераль-Бернардо-О'Хіггінс
VI Регіон Лібертадор-Хенераль-Бернардо-О'Хіггінс (ісп. VI Región del Libertador General Bernardo O'Higgins) — регіон Чилі. Названий на ім'я героя боротьби за незалежність Чилі генерала Бернардо О'Гіґґінса Рікельме. Складається з трьох провінцій: Качапоаль, Кольчагуа і Карденаль-Каро, що разом поділяються на 33 комуни. Столиця регіону — місто Ранкагуа.